# Selwyn Sese Ala
Selwyn Sese Ala là một cầu thủ bóng đá người Vanuatu và thi đấu ở vị trí hậu vệ.